# Rennes School of Business
A Rennes School of Business 1990-ben  alapított európai felsőoktatási intézmény, amely az üzleti tudományok terén nyújt posztgraduális képzést. Egy campusa van, Rennes-ben.
2019-ben a Rennes SB a Financial Times rangsora szerint a legjobb 56 európai üzleti iskola között szerepelt.
Az iskola programjai AMBA, EQUIS és AACSB hármas akkreditációval rendelkeznek.